# Ernesto Villar Miralles
Ernesto Villar Miralles (Alicante, 1849 — Novelda, 1916), fue un compositor y musicólogo español.

## Biografía
Fue discípulo de Francisco Villar Modones —tío suyo— que fue director de orquesta en el Teatro Principal de Alicante hasta que le sustituyó el propio Ernesto Villar.
En 1871 ingresó en el Cuerpo Pericial de Aduanas, en el que permaneció once años. En 1892, de regreso en Alicante, comenzó a dirigir una sociedad de cuartetos de música clásica, al tiempo que fue nombrado maestro de música de la capilla de San Nicolás. Fue académico correspondiente de la Real Academia de San Fernando y profesor de Música de la Escuela Normal de Magisterio de Alicante.
Compuso obras religiosas e himnos. Dejó obras para órgano, piano y coro. 
Entre sus trabajos literarios sobre música se encuentran Impresiones (1890), Alicante artístico-musical (1893), El arte bello de la música (1894) y Homenaje a Clavé (1894).